# تاوية (درادرة)
تاوية هي إحدى مشيخات المملكة المغربية، تتبع جغرافيا لإقليم شفشاون وإداريًا لدرادرة. يقدر عدد سكانها بـ 3824 نسمة حسب الإحصاء الرسمي للسكان والسكنى لسنة 2004.